# John Cater
John Edward Cater (17 de enero de 1932 - 21 de marzo de 2009) fue un actor inglés.
Sus créditos en televisión incluyen: Danger Man, Z Cars, Los vengadores, The Baron, Doctor Who (en el serial The War Machines), Follyfoot, Softly, Softly, Department S, Up Pompeii!, Dad's Army, The Naked Civil Servant, Yo, Claudio, Alcock and Gander, The Duchess of Duke Street, Thriller (1975), The Sweeney, Inspector Morse, Bergerac, One Foot in the Grave, Lovejoy, Jeeves and Wooster, Midsomer Murders y Doctors.
Sus apariciones en películas incluyen: El abominable Dr. Phibes, Dr. Phibes Rises Again y Captain Kronos: Vampire Hunter.

## Filmografía

### Películas
| Año  | Título                               | Papel                    | Notas         |
| ---- | ------------------------------------ | ------------------------ | ------------- |
| 1966 | Alfie                                | Marido de Siddie         | Sin acreditar |
| 1968 | Decline and Fall... of a Birdwatcher | Blackall                 |               |
| 1970 | Loot                                 | Meadows                  |               |
| 1971 | El abominable Dr. Phibes             | Superintendente Waverley |               |
| 1972 | Dr. Phibes Rises Again               | Superintendente Waverley |               |
| 1974 | Captain Kronos: Vampire Hunter       | Grost                    |               |
| 1978 | News from Nowhere                    | Richard Grosvenor        |               |
| 1980 | Rising Damp                          | Bert                     |               |
| 1980 | Little Lord Fauntleroy               | Thomas                   |               |
| 1995 | Savage Hearts                        | Bernie                   |               |
| 2002 | Fogbound                             | Hombre mayor             |               |
| 2005 | The Trial of the King Killers        | Sr. Beaver               |               |
| 2005 | Room 36                              | Bert                     |               |
| 2006 | Alien Autopsy                        | Maurice                  |               |

### Televisión
| Año       | Título                      | Papel                    | Notas                                    |
| --------- | --------------------------- | ------------------------ | ---------------------------------------- |
| 1966      | Doctor Who                  | Profesor Krimpton        | Episodio: "The War Machines" partes: 1-4 |
| 1966      | Take a Pair of Private Eyes | Lyall Sankey             | 2 episodios                              |
| 1967      | Los vengadores              | Olliphant                | Episodio: "The Living Dead"              |
| 1970      | Dad's Army                  | George Clarke            | Episodio: "The Two and a Half Feathers"  |
| 1972      | Alcock and Gander           | Ernest                   | 6 episodios                              |
| 1973      | Seven of One                | Horace                   | Episodio: "Spanner's Eleven"             |
| 1976-1977 | The Duchess of Duke Street  | Joseph Starr             | 24 episodios                             |
| 1975      | Thriller                    | Murchison                | Episodio: "If it's a Man, Hang Up".      |
| 1975      | Madame Bovary               | Lheureux                 | 3 episodios                              |
| 1975      | The Naked Civil Servant     | Psiquiatra               | Película de televisión                   |
| 1976      | Nobody's House              | Mr Jacobs                | Episodio: "There's Nobody There"         |
| 1976      | Yo, Claudio                 | Tiberio Claudio Narciso  | 3 episodios                              |
| 1978      | The Sweeney                 | Alec Slemen              | Episodio: "Money, Money, Money"          |
| 1978-1981 | Rosie                       | Merv                     | 5 episodios                              |
| 1979      | The Glums                   | Ladrón                   | 1 episodio                               |
| 1980-1981 | The Other 'Arf              | George Watts             | 14 episodios                             |
| 1982      | Anyone for Denis?           | Maurice Picarda          | Película de televisión                   |
| 1983      | Jack of Diamonds            | Foxwell                  | 5 episodios                              |
| 1987      | Theatre Night               | Tío Titus Dudgeon        | Episodio: "The Devil's Disciple"         |
| 1987      | Still Crazy Like a Fox      | Rockhill                 | Película de televisión                   |
| 1989      | The Woman in Black          | Arnold Pepperell         | Película de televisión                   |
| 1991      | Prisoner of Honor           | Nuevo ministro de guerra | Película de televisión                   |
| 1993      | Full Stretch                | Portero                  | Episodio: "Ivory Tower"                  |
| 1993      | Maigret                     | Porter                   | Episodio: "Maigret on the Defensive"     |
| 1998      | Goodnight Mister Tom        | Dr. Little               | Película de televisión                   |
| 2004      | Chucklevision               | Maurice                  |                                          |
| 2005      | Bad Girls                   | Abogado                  | 1 episodio                               |